# Solicitación
El término solicitación se emplea en cálculo estructural para designar algún tipo de acción, externa o interna, que afecta a un elemento o material (estructura, terreno), y que necesita ser tenido en cuenta en su dimensionado o en la estimación de su resistencia. Usualmente el término se aplica a:
- Fuerzas exteriores (carga estructural), aplicada directamente sobre el material o elemento resistente.
- Esfuerzos internos, transmitidos por una parte de la estructura a otra parte adyacente.
- Desplazamientos, impuestos u ocasionados por un desplazamiento del terreno o el empuje de algún elemento externo.
- Deformaciones, inducidas por fenómenos varios como dilatación térmica, retracción del hormigón, etc.

- Datos: Q9078700